# Urapidil
Urapidilul este un medicament antihipertensiv, fiind utilizat în tratamentul de urgență al hipertensiunii arteriale. Acționează ca antagonist al receptorilor alfa1-adrenergici, fiind un alfa-blocant, și ca agonist al receptorilor serotoninergici 5-HT1A. Calea de administrare disponibilă este cea intravenoasă.